# The Mask (tegneserie)
 For alternative betydninger, se The Mask. (Se også artikler, som begynder med The Mask)
The Mask er en tegneserie lavet af forfatteren John Arcudi og tegneren Dough Mahnke i 1982. Den er baseret på et koncept af Mike Richardson.
| Forlag:        | Dark Horse Comics                           |
| Udgivet først: | Dark Horse Presents #10 (som Masque), 1986  |
| Opfundet:      | 1982                                        |
| Genre:         | Komedie, eventyr og i nogle få hæfter gyser |

Serien følger en magisk maske som får bæreren til at miste alle hæmninger og får hende/ham til at gå amok og giver hende/ham "magiske" "tegnefilms-kræfter".
I de fleste hæfter er det taberen Stanley Ipkiss, der har/får masken, men der er også andre, der har haft fingre i den guddommelige maske.
Selve ideen til personen er en blanding af Jokeren og Steve Ditko's Creeper.
I 1994 kom filmen The Mask, afledt af tegneserien, og afledt af den kom der en tegnefilms-serie med Rob Paulsen som Stanley Ipkiss/Masken på engelsk, og Peter Zhelder på dansk.
| Taleboble | Spire Denne tegneserieartikel er en spire som bør udbygges. Du er velkommen til at hjælpe Wikipedia ved at udvide den. |